# 扶餘敬
扶餘敬（?—?），為百濟義慈王之曾孙，百濟末代世子扶餘隆的孙子。
660年，百济灭亡后，664年，扶餘隆被唐高宗任命为熊津都督府都督、带方郡王，管理百济故地和遗民。扶餘隆害怕受到新罗国的侵略，未敢赴任，682年，在洛阳去世。扶餘隆的儿子早逝，他的孙子扶餘敬继承了祖父的爵位。武则天获得政权后，扶餘敬袭封带方郡王、官拜卫尉卿，但百济故地己被新羅吞并。
据墓志记载扶余隆有儿子渭州刺史扶余德璋。扶余德璋之女扶餘太妃，是虢王李邕（唐高祖十五子李凤的孙子）之妻，李巨之母；另一女是宰相吉顼的弟弟吉琚之妻，吉温之母。史书没有记载扶餘敬是不是扶余德璋的儿子。